# Enokrilnik
Ênokrílnik (ênokrílec, ênokrílno letálo ali mónoplán) je letalo z enim parom kril z razliko od dvokrilnikov, trokrilnikov ali štirikrilnikov. Od poznih 1930. so bila običajna letala enokrilniki.
Glavna razločitev enokrilnikov je kako so krila pritrjena na trup:
- nizkokrilna letala (nizkokrilniki) - spodnja površina kril je poravnana ali je nižje od trupa,
- srednjekrilna letala (srednjekrilniki) - krilo je pritrjeno nad sredino trupa,
- ramokrilna letala (ramenokrilniki) - krilo je pritrjeno pod sredino trupa,
- visokokrilna letala (visokokrilniki - zgornja površina kril je poravnana ali je nad zgornjim delom trupa.

Izraz sončnikasti enokrilnik (angleško parasol monoplane) se ne uporablja več. Uporabljali so ga za visokokrilne enokrilnike, še posebej za tiste, kjer so bila krila pritrjena res visoko nad trupom.
Verjetno je prvi enokrilnik, Monoplan, zgradil francoski mornariški častnik in izumitelj du Temple v Brestu leta 1874.